# ゲインズバラ・トリニティFC
ゲインズバラ・トリニティ・フットボールクラブ（Gainsborough Trinity Football Club）はイングランド、リンカンシャー州、ゲインズバラを本拠地とするサッカークラブチームである。2012-2013シーズンはカンファレンス・ノース（6部相当）に所属。
1896-97シーズンに当時2部制だったフットボールリーグに初参入。しかし、ファーストディヴィジョンへの昇格は無くセカンドディヴィジョンで低迷する日々が続いた。1911-12シーズンに最下位となり地域リーグに降格、以降はフットボールリーグへの復帰は果たせておらず、今日に至るまでノンプロリーグに所属する年が続いている。

## タイトル

### 国内タイトル
- ミッドランドリーグ:3回

1890-1891, 1927-1928, 1948-1949
- ミッドランド・カウンティーズリーグ:1回

1966-1967
- ノーザンプレミアリーグ・チャレンジカップ:2回

1982, 1997

### 国際タイトル
- なし